# Kiełczygłów (plaats)
Kiełczygłów is een dorp in het Poolse woiwodschap Łódź, in het district Pajęczański. De plaats maakt deel uit van de gemeente Kiełczygłów en telt 561 inwoners.